# Cupidon (cântec)
„Cupidon” este un cântec al rapperului român Guess Who în colaborare cu cântăreața de origine moldovenească Irina Rimes. Melodia a fost creată de Guess Who alături de Marius Moga și a fost inclusă pe albumul Un anonim celebru (2017). Piesa a beneficiat de un videoclip lansat sub forma unei animații. 

## Clasamente
| Țară (clasament)    | Poziția maximă | Referință |
| ------------------- | -------------- | --------- |
| Airplay Top 100     | 4              | [ 1 ]     |
| MediaForest (radio) | 4              | [ 2 ]     |
| MediaForest (TV)    | 1              | [ 2 ]     |
| MediaForest (anual) | 10             | [ 3 ]     |